# Santa Rosa, Teocelo
Santa Rosa är en ort i Mexiko.   Den ligger i kommunen Teocelo och delstaten Veracruz, i den sydöstra delen av landet, 220 km öster om huvudstaden Mexico City. Santa Rosa ligger 1 219 meter över havet och antalet invånare är 157.
Terrängen runt Santa Rosa är huvudsakligen kuperad, men åt nordost är den platt. Runt Santa Rosa är det ganska tätbefolkat, med 139 invånare per kvadratkilometer. Närmaste större samhälle är Xalapa, 16,8 km nordost om Santa Rosa. I omgivningarna runt Santa Rosa växer i huvudsak städsegrön lövskog.